# Nematops
Nematops is een geslacht van straalvinnige vissen uit de familie van schollen (Pleuronectidae).

## Soorten
Dit geslacht bestaat uit 4 soorten:
- Nematops grandisquama M. C. W. Weber & de Beaufort, 1929
- Nematops macrochirus Norman, 1931
- Nematops microstoma Günther, 1880
- Nematops nanosquama Amaoka, Kawai & Séret, 2006